# 雷德尼茨亨巴赫
雷德尼茨亨巴赫是德国巴伐利亚州的一个市镇。总面积13.02平方公里，总人口6814人，其中男性3274人，女性3540人（2011年12月31日），人口密度523人/平方公里。